# Titre de victoire

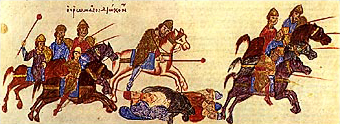
Persécution du peuple Russe par l'armée byzantine.

Un titre de victoire est une qualité nobiliaire accordée par un monarque généralement pour commémorer la victoire d'un général sur un champ de bataille. Cette pratique a d'abord été utilisée dans la Rome antique, avant d'être remise au goût du jour sous le Premier Empire. Cette « mode » napoléonienne atteindra notamment le Royaume-Uni et la Russie.

## Titres de victoire romains
Dans la Rome antique, les titres de victoires sont assez fréquents. La pratique veut que le général victorieux adopte comme surnom le nom de l'ennemi vaincu. Ainsi, Publius Cornelius Scipio se fait-il appeler « l'Africain » (Africanus) à la suite de sa victoire sur Carthage. Les exemples ne manquent pas : Numidicus, Isauricus ou encore Germanicus. Les Romains cherchent ainsi à exprimer leur supériorité sur les autres peuples et à assoir leur renommée à travers la Méditerranée.
Généralement, ces titres de victoire, accessoires du nom, sont attribués par le Sénat, ce qui fait que sous la République, ils reflètent assez bien la réalité : le titulaire a véritablement obtenu une victoire contre un peuple ennemi de Rome. Mais avec l'instauration de l'Empire, c'est moins souvent le cas. Certains empereurs romains font une accumulation de titres de victoire partiellement fictifs. Les titres de victoires font l'objet d'une véritable récupération politique qui sert la gloire des empereurs. D'autres, voulant mettre l'accent sur une victoire en particulier ajoutent Maximus, comme par exemple Philippe l'Arabe, qui se fait appeler Germanicus Maximus.

## Titres de victoire médiévaux
Après la chute de Rome, la pratique des titres de victoire se poursuivit, même si la forme évolue légèrement. Charlemagne se fait ainsi appeler Dominator Saxonorum, c'est-à-dire « le maître des saxons », après avoir soumis par la force les derniers peuples païens de l'Empire. Sous Louis le Germanique et ses successeurs, la Saxe devait devenir l'un des quatre duchés de la Francie orientale.
Les empereurs byzantins, dépositaires de la culture romaine, reprennent à leur profit cette pratique. Basile II se fait appeler « le tueur de bulgares » (Bulgaroctone). Pareillement, Édouard Ier d'Angleterre se fait appeler « le Marteau des Écossais » (Hammer of the Scots) ou Alexandre de Novgorod, qui après la bataille de la Neva est surnommé « Alexandre Nevski », c'est-à-dire « de la Neva ».

## Titres de victoire modernes
Avec l'époque moderne, la pratique des titres de victoire rencontre celle des titres nobiliaires : au lieu de donner au vainqueur le nom de l'ennemi, les monarques européens préfèrent décerner un titre de noblesse du nom d'une bataille en particulier.

### France

#### Premier Empire
Pour auréoler davantage son prestige militaire, Napoléon va accorder de nombreux des titres de victoires à ses généraux. La plupart reçoit le titre de duc de l'Empire, mais certains obtiennent le titre de prince de l'Empire et un est comte de l'Empire :
- 1807 — François Joseph Lefebvre, duc de Dantzig pour sa prise de Dantzig (éteint en 1820) ;
- 1807 — Jean-Andoche Junot, duc d'Abrantès, pour son rôle dans la campagne de Portugal (éteint en 1859) ;
- 1808 — Pierre Augereau, duc de Castiglione pour son rôle à Castiglione (éteint en 1915) ;
- 1808 — Jean Lannes, duc de Montebello pour sa victoire à Montebello ;
- 1808 — Louis-Nicolas Davout, duc d'Auerstaedt pour sa victoire à Auerstaedt (éteint en 1853) ;
- 1808 — André Masséna, duc de Rivoli pour son rôle à Rivoli ;
- 1808 — François-Christophe Kellermann, duc de Valmy pour son rôle à Valmy (éteint en 1868) ;
- 1808 — Michel Ney, duc d'Elchingen pour son rôle à Elchingen (éteint en 1969) ;
- 1808 — Louis Viesse de Marmont, duc de Raguse pour son rôle dans la campagne de Dalmatie (éteint en 1852) ;
- 1809 — Louis-Nicolas Davout, prince d'Eckmühl pour sa victoire à Eckmühl (éteint en 1853) ;
- 1809 — Louis-Alexandre Berthier, prince de Wagram, pour son rôle à Wagram (éteint en 1918) ;
- 1810 — Georges Mouton, comte de Lobau pour son rôle à Essling ;
- 1810 — André Masséna, prince d'Essling pour son rôle à Essling ;
- 1812 — Louis-Gabriel Suchet, duc d'Albufera pour son rôle dans la campagne d'Espagne ;
- 1813 — Michel Ney, prince de la Moskowa pour son rôle à Borodino (éteint en 1969).

#### Monarchie de Juillet
Louis-Philippe ne conféra qu'un seul titre de victoire :
- 1844 — Thomas-Robert Bugeaud, duc d'Isly pour sa victoire à la bataille d'Isly, au cours de l'expédition du Maroc.

#### Second Empire
Bien que Napoléon III ne soit pas un stratège aussi brillant que son oncle, il essaie de renouer avec la gloire passée en conférant lui aussi des titres de victoire :
- 1856 — Aimable Pélissier, duc de Malakoff pour son rôle dans la guerre de Crimée ;
- 1859 — Patrice Mac Mahon, duc de Magenta, pour son rôle à Magenta ;
- 1862 — Charles Cousin-Montauban, comte de Palikao pour sa victoire à Palikao.

#### Suggestion durant la Grande Guerre
À la suite de la bataille de la Marne de 1914, certains cercles proposèrent de donner au général Joseph Joffre le titre de « duc de la Marne »,,. Le Conseil d’État, qui reçut cette proposition, préféra l'autoriser à changer son nom en « Joffre de la Marne », possibilité qu'il n'utilisa pas.

### Royaume-Uni
Beaucoup de titres de victoire ont été créés dans les pairies d'Angleterre, de Grande-Bretagne ou du Royaume-Uni. Par exemple, Louis Mountbatten devient le 1er vicomte Mountbatten de Birmanie en 1946 pour son rôle lors de la reconquête de la Birmanie. Un autre exemple très connu est celui du maréchal Bernard Montgomery de la seconde guerre mondiale, 1er vicomte Montgomery d'Alamein, notamment vainqueur de la seconde bataille d'El Alamein, pendant la guerre du Désert qui l'a opposé aux troupes du général allemand Erwin Rommel.

### Russie
En Russie impériale, de nombreux titres de victoire sont décernés, en particulier pendant le règne de la Grande Catherine. Parmi les plus connus, il y a :
- 1775 – Alexis Orlov, comte Chesmenski pour sa victoire à Chesmé ;
- 1775 – Pierre Roumiantsev, comte Zadounaïski pour ses victoires pendant la guerre russo-turque ;
- 1775 – Basile Dolgoroukov, prince Krymski pour ses victoires en Crimée pendant la guerre russo-turque ;
- 1783 – Grégoire Potemkine, prince de Tauride pour son annexion de la Tauride ;
- 1789 – Alexandre Souvorov, comte Rymnikski pour sa victoire à Rymnik ;
- 1799 – Alexandre Souvorov, prince Italiyski pour son rôle dans la campagne d'Italie ;
- 1813 – Michel Koutouzov, prince de Smolensk pour sa défaite à Smolensk ;
- 1827 – Ivan Paskevitch, comte Erevanski pour sa capture d'Érevan au cours de la guerre russo-persane ;
- 1829 – Ivan Dibitch, comte Zabalkanski pour avoir traversé les monts des Balkans au cours de la guerre russo-turque ;
- 1831 – Ivan Paskevitch, prince Varshavski pour sa prise de Varsovie pendant l'insurrection de novembre ;
- 1855 – Nicolas Mouraviev, comte Karsski pour sa capture de Kars ;
- 1858 – Nicolas Mouraviov, comte Amourski pour son rôle dans la signature du traité d'Aigun[5].

### Autriche et Hongrie
Les Habsbourg ont décerné très peu de titres de victoire, mais la pratique se développe lors de la Première Guerre mondiale, il y a notamment :
- 1789 — Paul Kray, baron de Craiova et de Topolya pour sa prise de Craiova ;
- 1915 — Alexandre Szurmay, baron Szurmay de Uzsok pour son rôle au col d'Uzsok dans les Carpates orientales ;
- 1917 — Victor Dankl, comte Dankl de Krasnik pour sa victoire à Krasnik ;
- 1917 — Étienne Sarkotic, baron Sarkotic de Lovćen pour sa prise du mont Lovcen ;
- 1917 — Ignace Trollmann, baron Trollmann de Lovcenberg pour son rôle au mont Lovcen ;
- 1918 — Joseph Roth, baron Roth de Limanowa-Lapanow pour son rôle lors à Limanowa.

### Italie
Beaucoup de titres de victoire ont été créés après l'unification italienne et notamment pendant la Première Guerre mondiale, les plus célèbres sont :
- 1860 — Henri Cialdini, duc de Gaète pour son rôle au siège de Gaète ;
- 1921 — Armand Diaz, duc de la Victoire pour son rôle lors de la Première Guerre mondiale ;
- 1924 — Paul Thaon de Revel, duc de la Mer, pour son rôle en Adriatique.